# Podkovák
Přírodní rezervace Podkovák je maloplošným zvláště chráněným územím nacházejícím se na jihozápadním svahu vrchu Podkovák přibližně 2,5 km od obce Lesná v Kateřinské kotlině, okres Tachov. Územně spadá do katastrální oblasti téže obce. Rezervace byla vyhlášena roku 1973 , ev. č. 588, přehlášena byla roku 1997. Je součástí CHKO Český les vyhlášené roku 2005 a součástí geomorfologického celku Český les. Území je spravováno AOPK Plzeň, Správou CHKO Český les, krajským střediskem Plzeň. Důvodem ochrany je jedinečnost území díky přítomnosti rašeliništního biotopu dříve typického pro tuto oblast Českého lesa.
Rezervaci protíná cesta, která je napojena na dříve modrou, v současnosti žlutou turistickou značku vedoucí z Lesné směrem na jih.

## Lokalita

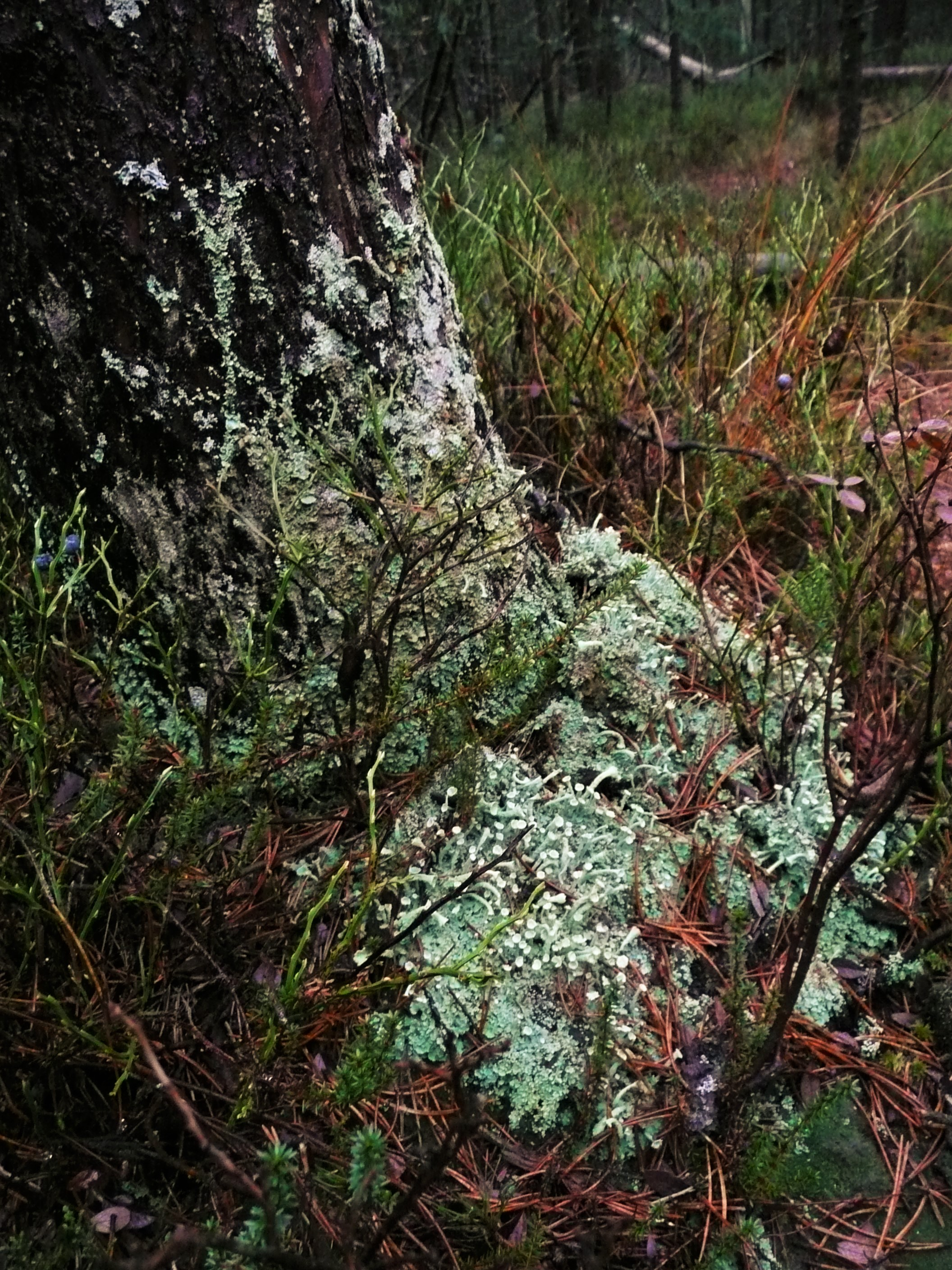
Dutohlávka třásnitá (Cladonia fimbriata)

Přírodní rezervace se nachází na území CHKO Český les v Kateřinské kotlině jihozápadně od obce Lesná v nadmořské výšce 705 až 710 m n. m. Podkovák zaujímá území o rozloze 5,63 ha, ke které je navíc přidružena rozsáhlejší oblast ochranného pásma činící celkovou výměru 19,45 ha v pásu 100 m od hranice PR. Rezervací v půli prochází účelová lesní komunikace se zpevněným povrchem.

## Přírodní poměry
V oblasti převládají projevy oceánského klimatu nad kontinentálními. Velký vliv na charakter klimatu má nadmořská výška, členitost reliéfu a charakter aktivního povrchu. PR Podkovák lze zařadit do klimatické oblasti chladné až mírně teplé. Převažující vítr je západní.

### Geologie a geomorfologie
PR Podkovák náleží do regionálně-geologické jednotky Rozvadovský masiv, který je součástí Barrandienu. Masiv je vklíněn mezi oblasti spadající do moldanubika Českého lesa, jenž je součástí regionálně-geologické jednotky Český masiv. Horninové podloží žulové z drobnozrnné až středně zrnité muskoviticko-biotitické žuly okraje rozvadovského žulového masivu z období paleozoika až proterozoika. K metamorfóze a zvrásnění došlo v průběhu kadomského geotektonického cyklu na konci starohor. Horninové komplexy byly pak znovu přeměněny v průběhu variského vrásnění. Rašeliniště leží v mělké sníženině poloroviny jihozápadně od Pustého vrchu (745 m n. m.) a svým vznikem spadá do čtvrtohorní periody holocén – pleistocén.
Oblast je součástí geomorfologického celku Český les, který spadá do šumavské soustavy a provincie Česká vysočina. Český les se vyznačuje především klenbovou a kernou členitou vrchovinou, méně pak hornatinou. Typickými povrchovými tvary jsou zaoblené hřbety a kratší ploché vyvýšeniny strukturně tektonického původu. Geomorfologickým podcelkem na jehož území se rezervace nachází je Přimdský les. Ten tvoří střední část Českého lesa a je typický členitou vrchovinou se strukturními hřbety a častými klenbovými vrchy.

### Hydrologie a pedologie
V rezervaci pramení Lesní potok, který je pravostranným přítokem Kateřinského potoka. Je zde poměrně vysoký úhrn srážek (průměrný roční úhrn činí 800 mm), což spolu s nepropustností podloží má určující dopad na celou lokalitu a je to hlavní důvod vzniku zdejšího vrchovištního rašeliniště. Na západě Čech se nachází hlavní evropské rozvodí mezi Labem a Dunají, do kterého odtéká Kateřinský potok.
Na území rašeliniště se vytvořila organozem (typická glejová), která je po stranách lemována glejem organozemním a glejem typickým (Varieta zbahnělým) s charakterem kyselého až silně kyselého prostředí. V blízkém okolí leží typické kambické podzoly se znaky oglejení, které charakteristicky vznikají pod lesními porosty. Vlivem dešťových srážek a kyselého nadložního humusu došlo k migraci sesquioxidů ze svrchního horizontu do spodní části horizontu. Působením tohoto procesu se v horizontu vyvinul eluviální – ochuzený podzolový horizont.

### Flóra
Lokalita je významná především z botanického hlediska. Nachází se zde mnoho vzácných a chráněných druhů rostlin.
Borovice blatka (Pinus rotundata) – C3 je jedním ze dvou základních druhů agregátu Pinus mugo, které se vyskytují na území ČR. Je charakteristická vysokou ekologickou specializací a zároveň nejmenším areálem rozšíření v rámci svého agregátu. Její areál rozšíření se táhne na sever od Alp s těžištěm výskytu v jižních a jihozápadních Čechách. Nejseverněji ojediněle sahá až do střední části Krušných hor a nejzápadněji sahá do oblasti německého Schwarzwaldu. Je specializována zejména na přechodová rašeliniště v kopcovinném až podhorském výškovém stupni. Vytváří typické blatko-rojovníkové porosty.

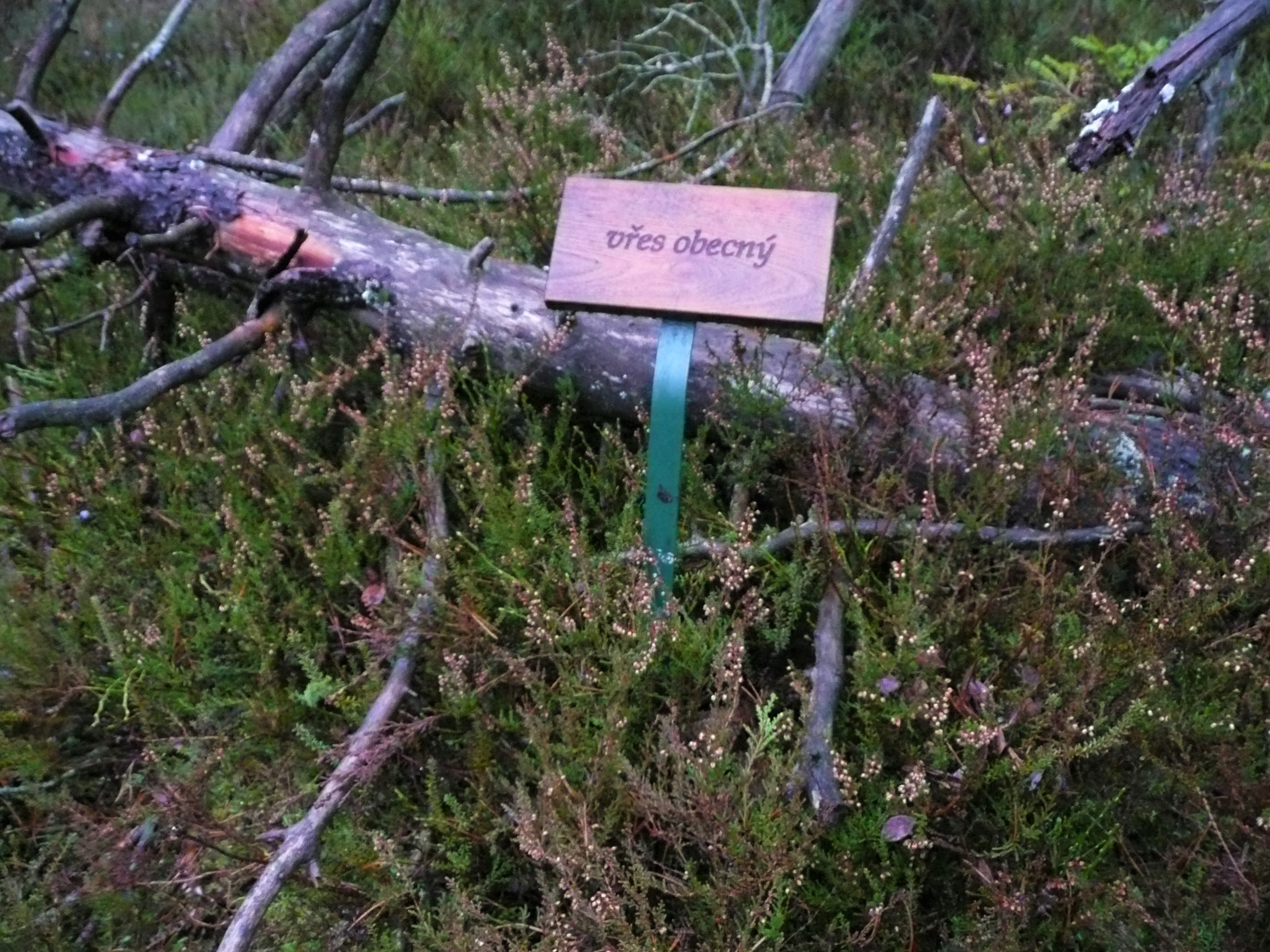
Vřes obecný (Calluna vulgaris) s informační tabulkou v rámci NS Podkovák

Typickými druhy rašelinišť, které zde nalezneme, jsou běžně se vyskytující na kyselé půdy vázané brusnice vlochyně (Vaccinium uliginosum), b. borůvka (V. myrtillus), b. brusinka (V. vitis-idaea) či vřes obecný (Calluna vulgaris). Zejména ve východní části rezervace je řídce roztroušena vzácná kyhanka sivolistá (Andromeda polifolia). V podrostu blatkového boru lze nalézt chráněnou klikvu bahenní (Oxycoccus palustris) C3, šichu černou (Empetrum nigrum), či ohrožený rojovník bahenní (Ledum palustre). V severní části rezervace na výslunných místech a v bylinném podrostu lemujícím lesní komunikaci se ojediněle trsovitě vyskytuje ohrožená prha arnika (Arnica montana) a v SZ části rezervace řídce roste ve světlinách rohozcové smrčiny chráněný prstnatec Fuchsův pravý (Dactylorhiza fuchsii subsp. fuchsii), jehož ochrana je zajištěna i v rámci úmluvy CITES. Význačným druhem vázaným na rašeliniště je rovněž chráněný suchopýr pochvatý (Eriophorum vaginatum). 

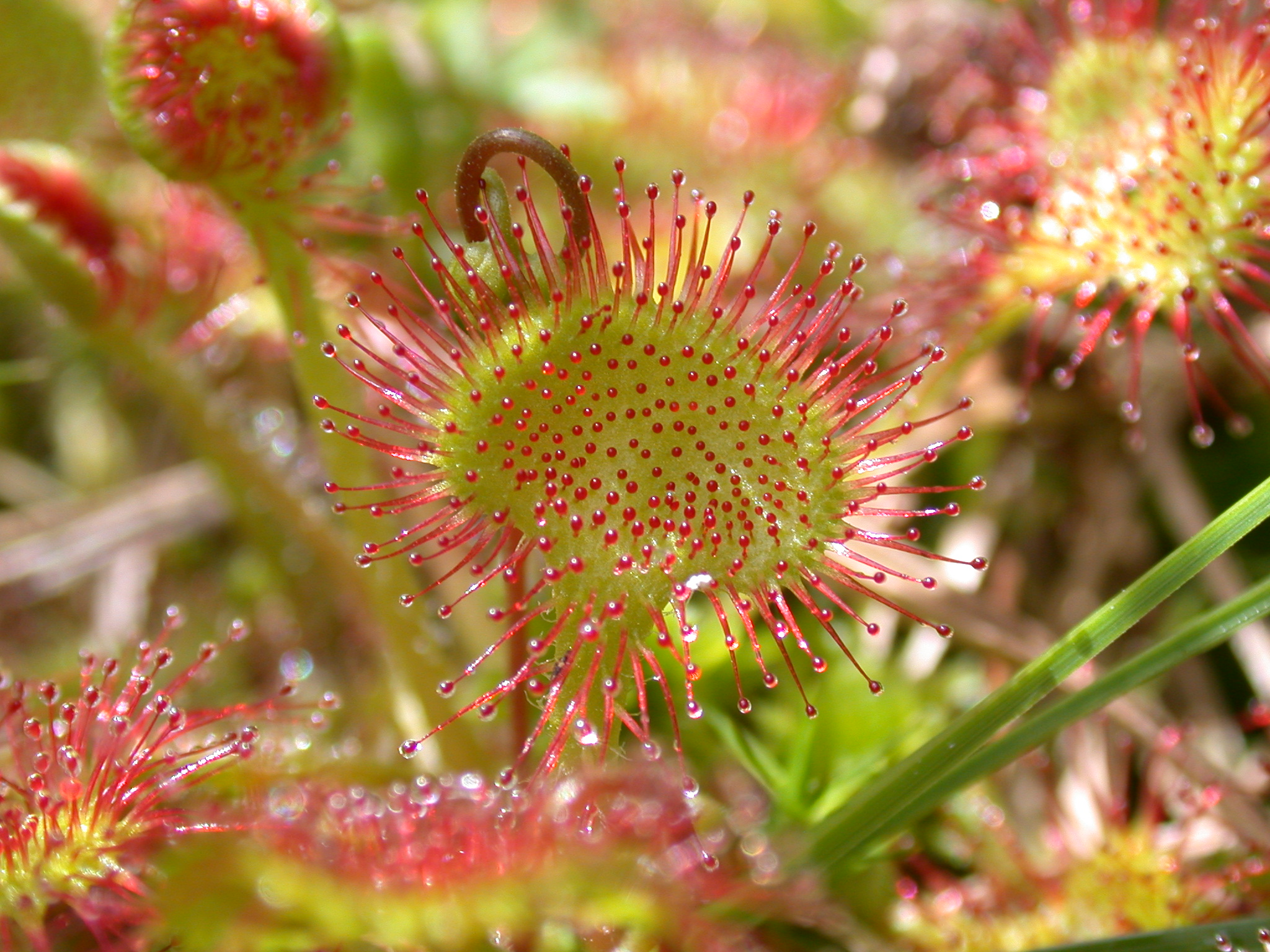
Rosnatka okrouhlolistá (C3) s výraznými lepivými chloupky

Dobré klimatické a atmosférické podmínky umožňují růst i některým druhům lišejníků, jakými jsou dutohlávka třásnitá (Cladonia fimbriata) a Cladonia chlorophaea. Zároveň se v rezervaci okolo drobných zrašelinělých tůněk nachází některé masožravé rostliny, které jsou charakteristicky vázané na zdejší půdy chudé na živiny. Takovou je například tučnice obecná z čeledi bublinatkovité (Lentibulariaceae) a další typická masožravá rostlinou rosnatka okrouhlolistá (Drosera rotundifolia), která má listy na líci pokryté lepkavými načervenalými chloupky, kterých používá při lapení a rozložení hmyzí kořisti.

### Fauna
Zastoupení živočichů, zejména obratlovců, není v rezervaci tak bohaté a vzácné, jako je tomu v případě rostlin. Lokalita je významná zejména z arachnologického hlediska. Vyskytují se zde vzácné druhy pavouků, kteří se dostatečně specializovali na ztížené podmínky rašelinišť. Druhy, které jsou vázané na rašeliniště, se nazývají tyrfobionti a jsou často glaciálního původu. V hojném počtu se zde vyskytuje vzácný druh pavouka Hahnia montana, který je typickým rašeliništním a mokřadním druhem a tato lokalita je po Mezilesních slatích na Šumavě jedinou další oblastí, kde byl na území ČR zaznamenán. Ze zástupců slíďákovitých je zde častý slíďák vlhkomilný (Pirata hygrophilus), slíďák rašeliništní (P. uliginosus) a slíďák rašelinný (Pardosa sphagnicola). Z řádu brouků zde byl nalezen vzácný horský střevlík Harpalus solitaris. Početně je zde zastoupen i dvoukřídlí hmyz.  

Na přelomu 70. a 80. let 20. století byl prováděn rozsáhlý vertebratologický výzkum v rámci vypracování inventarizačních seznamů. Oblast neskýtá příliš vhodné stanoviště zejména pro obojživelníky a plazi. Z těchto skupin zde byli nalezeni skokan hnědý (Rana temporaria), čolek horský (Ichthyosaura alpestris), ropucha obecná (Bufo bufo) a pravidelně se zde vyskytující ještěrka živorodá (Zootoca vivipara), vzácněji zmije obecná (Vipera berus).  

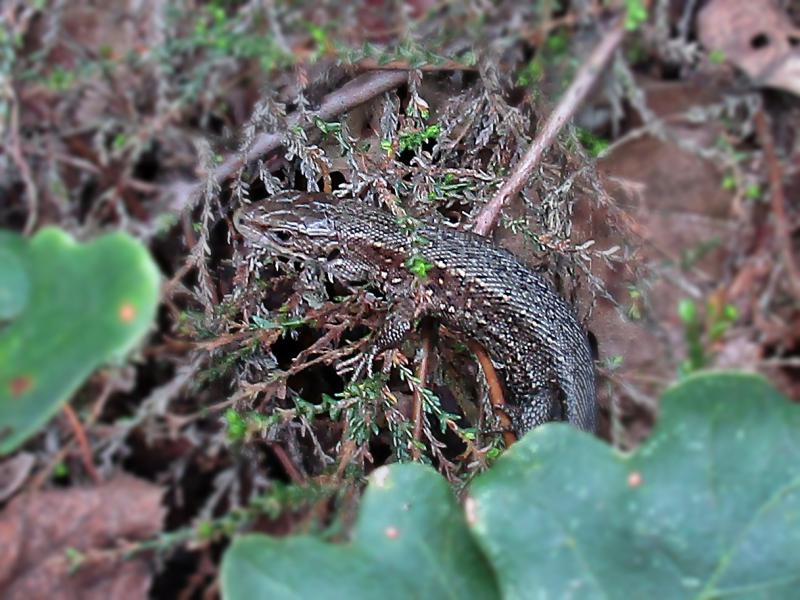
Ještěrka živorodá (Zootoca vivipara)

Zástupci avifauny se zde vyskytují hojněji. Blatkový porost skýtá vhodné stanoviště pro druhy, kterým vyhovuje spíše řidší a prosvětlenější porost, jelikož je tvořen stromy vysokými a se silnými kmeny a s bohatým podrostem mladých blatek a smrků. Vedle druhů typických pro vysoké lesní porosty se zde vyskytují i druhy pasek. Oproti smrkovým společenstvům je tedy avifauna blatkového porostu rozmanitější. Mezi druhy vysokého lesa, které se zde vyskytují, patří: pěnkava obecná, drozd zpěvný, králíček obecný, sýkora uhelníček; a mezi druhy pasek: budníček větší, pěvuška modrá, či linduška lesní. Ptactvo blatkových porostů se vyznačuje větší stabilitou a vitalitou společenstev oproti společenstvům obývajícím umělé smrkové porosty. Od roku 2002 jsou v rezervaci ojediněle nacházeny pobytové znaky vysoce ohroženého tetřeva hlušce (Tetrao urogalus), který je typickým obyvatelem přirozených jehličnatých a smíšených lesů vyšších nadmořských výšek. Předpokládá se, že se jedná o jedince pocházející z oblasti Čerchova, kde byly na přelomu tisíciletí v rámci záchranného programu uměle vysazeni jedinci. Další možnou lokalitou, ze které se mohou tetřevi šířit, je Slavkovský les, kde se nachází malá přirozená populace tetřevů. PR Podkovák je tak nejsevernější částí Českého lesa, kde byly zaznamenány znaky pobytu tetřeva hlušce. Ještě v roce 2007 byl v rezervaci na sněhu pravidelně nacházen tetřeví trus.
Ze savců zde byl zaznamenán výskyt běžných druhů hlodavců: norníka rudého (Clethrionomys glereolus), myšice křovinné (Apodemus sylvaticus), a ojediněle se zde vyskytuje i rejsek malý (Sorex minutus), který je specializován na rašeliniště a podmáčené louky, a ojediněle i podobně specializovaný rejsec vodní (Neomys fodiens). Velcí savci jsou zde reprezentování jelenem lesním (Cervus elaphus). 

## Ochrana

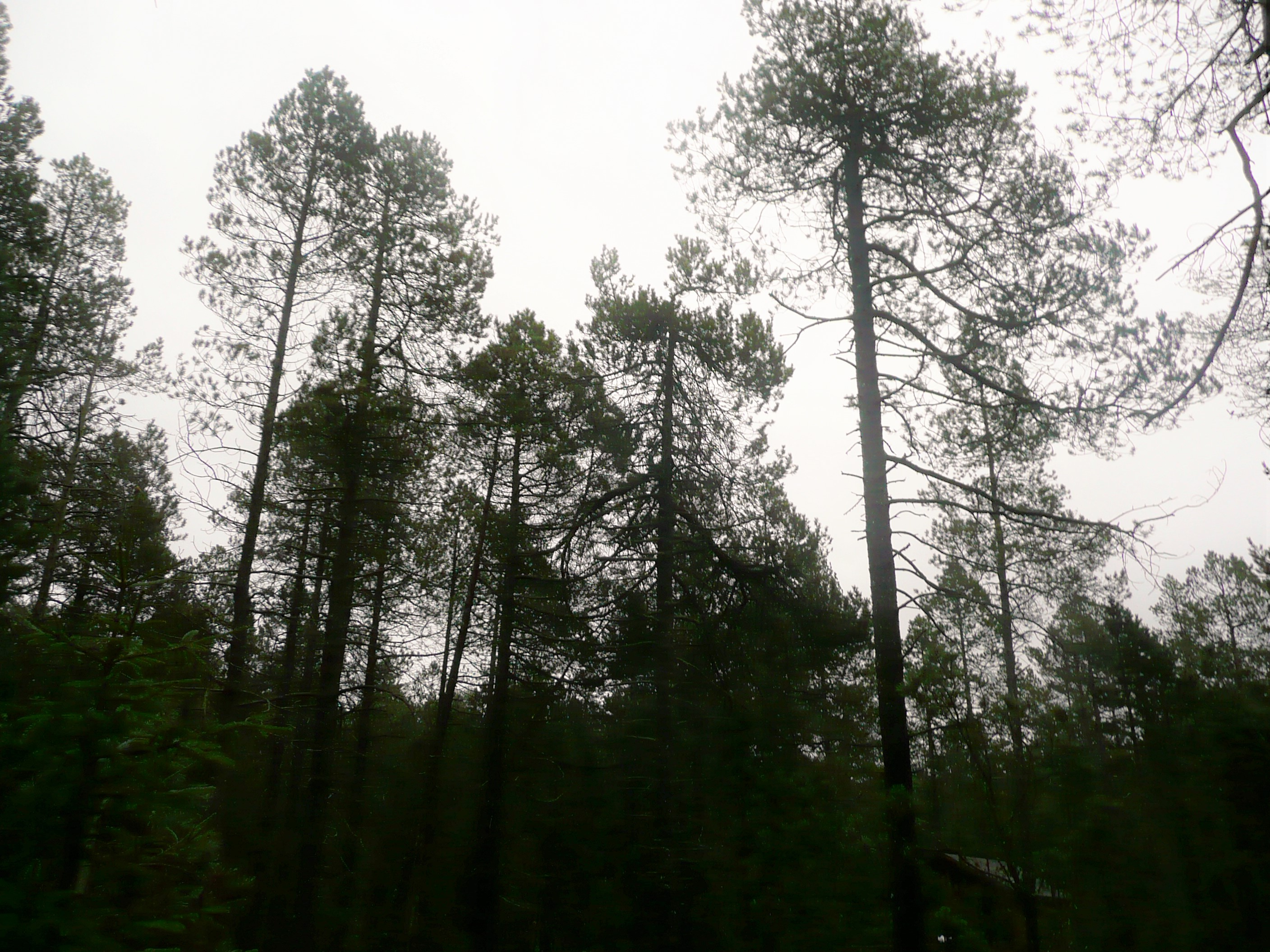
Blatkový porost v PR Podkovák

Hlavním důvodem ochrany je rašeliniště vrchovištního typu s typickým porostem borovice blatky (Pinus rotundata). Dalšími zájmovými předměty ochrany jsou i typické druhy rostlin a živočichů vázané na tento typ biotopu. Rašeliniště jsou v pohoří Českého lesa typickým krajinným prvkem, ale mnohými lidskými zásahy bylo jejich rozšíření sníženo. Z tohoto důvodu rezervace představuje jeden z mála ostrůvků původního biotopu s typickou vegetací, která nebyla nahrazena silně obhospodařovanými smrkovými monokulturami, jako je tomu v blízkém okolí. Je zde do velké míry zachován původní souvislý porost vzácné borovice blatky, který je jen místy narušován smrkovými porosty. Dnes se oblast řadí do lesa přírodě blízkému a spadá do kategorie lesa ochranného. Díky podmínkám biotopu zahrnujícím podmáčenou a kyselou málo úživnou půdu nebyla lokalita příliš vystavena lidskému zájmu a proto se zachovala do takové podoby, v jaké se dnes nachází. 

### Rašeliniště
Rašeliniště vytvářejí velmi specifické podmínky pro život. Druhy, které se zde vyskytují, se na tyto podmínky museli výrazně adaptovat a často jsou tak specializovaní, že se nikde jinde než na rašeliništích vyskytovat nemohou. Zcela nevhodným stanovištěm jsou rašeliniště pro mnohonožky či měkkýše. Naopak se zde daří mnoha druhům pavouků, brouků a hmyzu. Vznik rašeliniště je podmíněn specifickými geologickými, klimatickými a hydrologickými podmínkami. Rašeliniště zde mohla vzniknout díky kombinaci vysokého úhrnu srážek a špatně propustného podloží. Specifickými podmínky zde jsou vysoká hladinou spodní vody, která souvisí s nedostatkem kyslíku v půdě, nedostatek živin, vysoká kyselost prostředí a krátká vegetační sezóna. Rašeliniště jsou ukázkou mokřadů severského typu a vyznačují se postupným hromaděním odumřelé biomasy za vzniku rašeliny. Určující pro vznik rašeliny je přítomnost charakteristických mechorostů, zejména rašeliníků. Uvnitř lístků rašeliníku se nachází specifické nezelené buňky hyalocysty, které jsou schopné dobře nasávat a zadržovat vodu. Spolu s vodou nasávají i živiny a zároveň do prostředí vylučují huminové kyseliny, které snižují pH prostředí a jejich vysoký obsah má vliv na organoleptické vlastnosti vody. Ve spodní části nahromaděné biomasy rašeliniště není přítomen vzduch, tudíž zde dochází k anaerobnímu rozkladu biomasy. Ve sloučeninách se tak zvyšuje množství uhlíku. Rašelinná vrstva narůstá poměrně pomalu a to o 1-2 mm za rok. Rašeliniště se významně podílí na vodním režimu, jelikož jsou schopna zadržovat velké množství vody. Jsou tak významnou zásobárnou vody v krajině. Ovšem v současnosti jsou vlivem lidských zásahů do krajiny, které mají vliv na vodní režim, silně ohroženými biotopy.

### Management
Velká pozornost je soustředěna na možné nežádoucí změny v hydrologickém režimu rezervace a odvodňování porostů v jejím ochranném pásmu. V rámci plánu péče by měla být zpracována studie zkoumající vodní poměry a možné nežádoucí vlivy, které by na vodní režim mohly působit. Vodní režim zde mohou ovlivnit i změny provedené v širokém okolí lokality PR Podkovák. Další ohrožení představuje expanze smrkových porostů. V minulých letech byly z tohoto důvodu prováděny umělé zásahy do smrkových porostů pro zlepšení stavu populace blatky. Šíření smrku zamezovalo přirozenému zmlazování borovice blatky. V současnosti se do obnovy porostu nijak nezasahuje a nechává se zmlazování přirozený průběh. Současně se v rámci ochrany sleduje stav populace borovice blatky, její zmlazení, prosychání, expanze smrku a vodní režim oblasti. Pouze v případě potřeby se přistupuje k přiměřenému zásahu. V roce 1992 došlo v blízkém okolí ke zprůchodnění starých melioračních kanálů, ale negativní vliv na hydrologický režim nebyl prokázán.
Dalším negativním vlivem působícím na blatkové porosty je okus spárkatou zvěří. V 80. letech 20. stol. byla východní část rezervace oplocena pro ochranu blatkového zmlazení před okusem jelení zvěří a v současnosti se oplocení ponechává pouze v případě nutnosti. V některých částech rezervace bylo oplocení zlikvidováno či nahrazeno oplocením novým. V části rezervace byl porost blatky prosvětlen a v daném místě prosvětlení byla odkryvem svrchního rašelinného pokryvu zhotovena nevelká tůňka. Vybudována zde byla pro podporu druhů organismů, které jsou vázané na světliny, vodní prostředí a břehové porosty (rosnatka okrouhlolistá, skokan ostronosý, užovka obojková). Opatření bylo jedním z mnoha dalších, které byly provedeny v rámci realizace naučné stezky Podkovák. 
Oblast rezervace byla v minulosti zasažena i kalamitou způsobenou expanzí lýkožrouta smrkového. V současnosti se ve více přístupných částech rezervace provádí občasná kůrovcová těžba v rámci lesního hospodářství a mechanická asanace napadených stromů, která nijak nenarušuje půdní kryt a není v rozporu se zájmy ochrany přírody.

## Turistika
Rezervace je atraktivní lokalitou, která stojí za navštívení. Protíná ji žlutá turistická stezka, která navazuje na zelenou trasu vedoucí od obce Lesná. Lokalita je vhodná jak pro pěší turistiku, tak i cykloturistiku (spíše se střední náročností pro cyklisty). Nejlepším výchozím bodem je obec Lesná, kde se lze vydat po komunikaci vedoucí z Lesné na Starou Knížecí Huť a držet se zeleného turistického značení. K rezervaci je možné se dostat blíže pomocí automobilu, kterým se lze vydat po výše zmíněné komunikaci a přibližně po 2,5 km auto ponechat u odbočky k rezervaci. Do rezervace dále vede lesní komunikace, která je pro motorová vozidla bez povolení neprůjezdná, ale vede po ní pěší trasa značená žlutou turistickou značkou, která návštěvníky dovede přímo do srdce rezervace. Cyklisté se mohou vydat k rezervaci po komunikaci s označením cyklotrasy CT 2138 a poté se držet žlutých turistických značek. 

### Naučná stezka Podkovák
Hlavním lákadlem pro návštěvníky je naučná stezka Podkovák, která byla otevřena teprve v roce 2009 zřizovateli AOPK ČR a CHKO Český les. Nachází se asi 1 km jižně od komunikace spojující obci Lesná a Starou Knížecí Huť. Stezka je dlouhá okolo 400 m a návštěvníky seznamuje se vznikem rašeliniště a jeho typickými rostlinnými (kyhanka sivolistá, šicha černá, suchopýr pochvatý aj.) a živočišnými obyvateli (ještěrka živorodá, tetřev hlušec). Rašeliniště je pro návštěvníky zpřístupněno povalovým chodníkem, který se vine porostem borovice blatky a pro rašeliniště charakteristickým rostlinným podrostem. Součástí stezky je odpočinkový altán a na konci vyhlídková plošina, která umožňuje výhled na vodní plochy a vzácné druhy rostlin. Chodník i pěšina jsou bezbariérové. Jedna z informačních tabulí, které se v těsné blízkosti NS Podkovák je součástí NS Lesná, jež byla zřízena Lesy ČR. Lokalita stojí za navštívení po celý rok, jelikož jednotlivá roční období vytváří vždy charakteristickou atmosféru.

### Zajímavosti v okolí

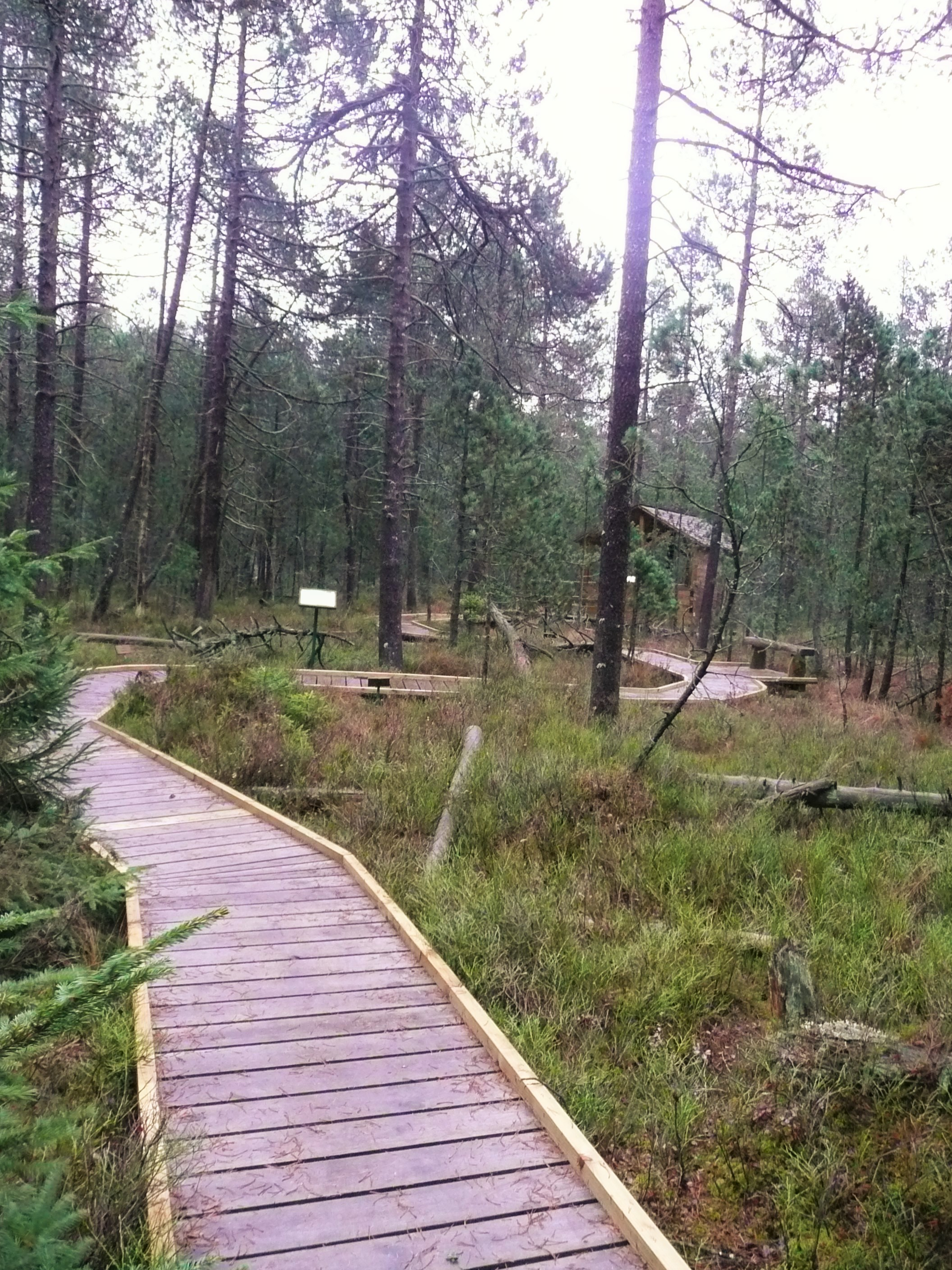
Povalový chodník NS Podkovák

Mezi obcí Lesná a PR Podkovák se nachází naučná stezka Vodní svět, která návštěvníky seznamuje se životem tamní populace bobrů evropských a dalších vodomilných živočichů a rostlin nacházejících se v oblasti. Stezka je dlouhá necelé 2 km, tudíž je náročností vhodná téměř pro každého. 
Ve vzdálenosti přibližně 3,5 km od rezervace a 3 km od obce Lesná se nachází podobná přírodní rezervace Farské bažiny, která má oproti PR Podkovák větší rozlohu a tudíž i mnohé další zajímavosti ke zhlédnutí. Rovněž se zde nachází rašeliniště vrchovištního typu, ale kromě typických rašeliništních biotopů je zde zastoupena i plocha pokryta porosty smrku na vlhkých a podmáčených stanovištích. Název lokality rovněž napovídá, že oblast je celkově silně podmáčená, na což jsou vázané typické druhy rostlin. Můžete zde vidět jak charakteristické stromové porosty (smrk, borovice blatka, modřín a bříza), tak i travinné bylinné patro.  